# Berliner Außenring
De Berliner Außenring (BAR), de Buitenring Berlijn, is een spoorlijn met een lengte van 125 kilometer rond (het voormalige) West-Berlijn in het noordoosten van Duitsland. Deze spoorlijn is onder beheer van DB Netze.
Het oosten van de ring ligt daardoor in de (sinds 1990 herenigde) stad Berlijn, terwijl het merendeel in de deelstaat Brandenburg ligt.

## Geschiedenis
Tegen het eind van de 19e eeuw kwam, vooral in het Duitse leger, de wens op om treinsporen rondom Berlijn aan te leggen.
Voor het goederenvervoer werd in 1902 een project begonnen voor een Umgehungsbahn; een spoorlijn tussen Jüterbog en Oranienburg, via Potsdam, Nauen en Kremmen.
Zo werden de volgende spoorlijnen met elkaar verbonden.
De Magdeburger Bahn, de Lehrter Bahn en de Hamburger Bahn gebruikten de Umgehungsbahn tussen Potsdam Park Sanssouci (ook wel Kaiserbahnhof genoemd) over Wustermark naar Nauen.
In de jaren daarna werd het traject verlengd van Berlijn naar Jüterbog en de Anhalter Bahn en Oranienburg aan de Nordbahn. In de jaren 20 werd het rangeerstation Seddin aan de Berlin-Blankenheimer Bahn gebouwd en volgde de verlenging van het traject over Saarmund naar Großbeeren aan de Anhalter Bahn. In de periode 1940/41 werd een provisorische verbinding van Teltow aan de Anhalter Bahn over Schönefeld door Oost-Berlijn en Berlijn-Karow aan de Stettiner Bahn aangelegd.
Na de Tweede Wereldoorlog hadden de Sovjetstrijdkrachten en later ook de DDR-regering de behoefte aan een hoofdspoor rond West-Berlijn. Als eerste maatregel werd in 1948 een verbindingsspoor tussen Werder en Golm (spoorlijn 6507) met de Umgehungsbahn en de Görlitzer Bahn bij Berlijn-Grünau naar het noorden aangelegd. In 1950 ontstond de verbinding van Berlijn-Karow naar Basdorf aan de Heidekrautbahn en verder van Wensickendorf met de Preußische Nordbahn naar Oranienburg.
Op 8 juli 1951 werd het gedeelte tussen Genshagener Heide en Schönefeld en het aansluitend traject Genshagener Heide Ost - Ludwigsfelde en Glasower Damm Ost - Blankenfelde in gebruik genomen. Dit werd op 12 augustus 1951 gevolgd door het traject Schönefeld - Grünauer Kruis en op 2 december 1951 met de verlenging tot Wendenheide. Op 22 november 1952 werd het trajectdeel tussen Karower Kreuz en Bergfelde alsmede de verbindingsboog tussen Bergfelde en Birkenwerder geopend.
De volgende stappen waren in 1953 de verbindingsboog tussen Karow en Berlijn-Blankenburg, op 1 oktober 1953 het rangeerstation Berlijn Wuhlheide en het enkelsporige traject Bergfelde - Falkenhagen - Brieselang. In 1953/55 werd de verbinding tussen aansluiting Karow West en aansluiting Karow Nord uitgebreid met een tweede spoor. Het voormalige traject van de Umgehungsbahn tussen Saarmund en Genshagener Heide werd uitgebreid met een tweede spoor. Ook werden de verbindingen tussen aansluiting Hennigsdorf (West) - Hennigsdorf, Hennigsdorf Ost - Hennigsdorf, Hohen Neuendorf West - Birkenwerder en Falkenhagen - Finkenkrug - Brieselang aangelegd.
- Op 2 oktober 1955 werd het traject Falkenhagen – aansluiting Wustermark en de verbindingsboog Wustermark-Rangierbahnhof - Wustermark geopend.
- Op 11 december 1955 werd het traject aansluiting Wustermark – aansluiting Elstal (DB 6104) en het traject tussen Golm - Elstal geopend.
- Het laatste trajectdeel tussen Golm en Saarmund door de Templiner See werd op 30 september 1956 geopend.

Daarna werden de volgende verbindingsbogen geopend:
- 28 september 1957: Nesselgrund Ost - Wilhelmshorst
- 28 september 1957: Golm - Wildpark
- 1 juni 1958: Genshagener Heide - Birkengrund (Nordwestkurve)
- 6 februari 1959: Werder (Havel) - Golm
- 25 mei 1961: Glasower Damm - Blankenfelde (Südwestkurve)

Op 13 augustus 1961 werd de grens naar West-Berlijn gesloten. Dit was tevens de start van de bouw van de Berlijnse Muur. Hierdoor werd een nieuwe S-Bahn verbinding richting Oranienburg tussen Berlijn-Blankenburg en Hohen Neuendorf nodig. Dit traject werd op 2 september 1984 in gebruik genomen.
- In 1962 werd met de werkzaamheden begonnen. Eveneens werd met de bouw van een nieuwe S-Bahn verbinding Adlershof en Flughafen Berlin-Schönefeld begonnen.
- In 1962 ontstond bij aansluiting Falkenhager Kreuz de verbindingsboog tussen aansluiting Hasselberg en Brieselang (DB 6101).
- Op 16 april 1982 werd het tweede spoor in de verbindingsboog tussen aansluiting Glasower Damm-Ost en aansluiting Glasower Damm-Süd (Blankenfelde) (DB 6138) in gebruik genomen.
- Op het traject tussen aansluiting Glasower Damm en Flughafen Berlijn-Schönefeld werd op 17 mei 1983 het derde spoor en op 29 september 1983 het vierde spoor in gebruik genomen.
- Op 10 juni 1994 werd het rangeerstation Berlijn Wuhlheide stilgelegd en later opgebroken.

Met de opening op 27 mei 2006 van de Nord-Süd-Fernbahn werden op 28 mei 2006 het traject tussen Berlijn Südkreuz en Genshagener Kreuz, Anhalter Bahn en het traject tussen Berlijn Südkreuz en Glasower Damm, Dresdener Bahn geopend.
In 2008 werd de verbindingsboog tussen aansluiting Glasower Damm Ost en station Berlin-Schönefeld Flughafen buiten gebruik gesteld en voor een groot deel afgebroken. Deze verbindingsboog werd vervangen door een ongelijkvloerse kruising (de aansluiting Selchow tussen aansluiting Glasower Damm Ost en Waßmannsdorf).
Om de nieuwe luchthaven van Berlijn te ontsluiten, is er een nieuw stuk spoorlijn gerealiseerd, ten zuiden van de huidige luchthaven Schönefeld. Ook wordt de S-Bahn vanaf Schönefeld via Waßmannsdorf naar de nieuwe luchthaven verlengd. Naar verwachting zullen beide trajecten op 3 juni 2012 in gebruik worden genomen.

## Treindiensten

### Deutsche Reichsbahn (DR)
- In 1958 werd op dit traject het S-Bahn-Tarief van Berlijn ingevoerd. In de volksmond werden deze treindiensten ook wel Sputnik genoemd.
- In 1962 werd het station Flughafen Berlijn-Schönefeld vrijgegeven voor personenvervoer met sneltreinen. Tot 1962 werd op dit station hier alleen gecontroleerd.

### Deutsche Bundesbahn (DB)
De Deutsche Bahn verzorgt het personenvervoer op dit traject met RE / RB treinen.

### S-Bahn
De spoorlijn wordt ook gebruikt door de S-Bahn. De treinen rijden volgens een vaste dienstregeling met een redelijk hoge frequentie.
De volgende S-Bahnlijnen sluiten aan, kruisen of lopen langs een deel van dit traject:
- S1 Wannsee - Gesundbrunnen - Oranienburg
- S2 Blankenfelde - Bernau
- S45 Hermannstraße - Flughafen Berlijn-Schönefeld
- S7 Potsdam Hauptbahnhof - Berlijn Hbf - Ahrensfelde
- S75 Spandau - Wartenberg
- S8 Hohen Neuendorf - Zeuthen
- S9 Spandau - Berlijn Hbf - Flughafen Berlijn-Schönefeld

## Aansluitingen
In de volgende plaatsen was of is er een aansluiting van de volgende spoorwegmaatschappijen:

### Saarmund
- Wetzlarer Bahn spoorlijn tussen Berlijn Charlottenburg en Blankenheim

### AansluitingenLudwigsfelde-StruveshofenGenshagener Heide
- Anhalter Bahn spoorlijn tussen Berlijn Anhalter Bahnhof en Halle Hbf

De aansluiting Genshagener Heide is in december 2012 gesloten; de stationsgebouwen en perrons zijn ook gesloopt; ze is vervangen door het bij kilometer 14,2 nieuw geopende station Ludwigsfelde-Struveshof.
Station Genshagener Heide is sindsdien een zogenaamd Betriebsbahnhof, alleen bedoeld voor rangeren en noodstops.

### Aansluiting Glasower Damm
- Berlin-Dresdner Eisenbahn spoorlijn tussen Berlijn Dresdner Bahnhof en Dresden Hbf

### Berlijn Schönefeld
- Flughafen Berlijn-Schönefeld

### Aansluiting Grünauer Kreuz
- Berlijn - Görlitz spoorlijn tussen Berlijn en Görlitz

### Aansluiting Wuhlheide
- Niederschlesisch-Märkische Eisenbahn spoorlijn tussen Berlijn en Frankfurt (Oder) - Guben
- Berliner Parkeisenbahn (spoorbreedte: 600 mm)

### Aansluiting Karower Kreuz
- Berlin-Stettiner Eisenbahn spoorlijn tussen Berlijn en Szczecin

### Mühlenbeck-Mönchmühle
Geen aansluiting met de Heidekrautbahn.
- Heidekrautbahn spoorlijn tussen onder meer Groß Schönebeck en Berlin-Karow

### Aansluiting Hohen Neuendorf
- Preußische Nordbahn spoorlijn tussen Berlijn en Stralsund

### Aansluiting Henningsdorf
- Kremmener Bahn spoorlijn tussen Berlijn-Schönholz en Kremmen

### Aansluiting Falkenhagener Kreuz
- Berlin-Hamburger Bahn spoorlijn tussen Berlijn en Hamburg

### Aansluiting Wustermark
- Berlin-Lehrter Eisenbahn spoorlijn tussen Berlijn en Lehrte - Hannover
- Umgehungsbahn spoorlijn tussen Oranienburg en Jüterbog
- Berlijn - Oebisfelde spoorlijn tussen Berlijn en Oebisfelde

### Aansluiting Golm
- Stammbahn spoorlijn tussen Berlijn en Maagdenburg
- Umgehungsbahn spoorlijn tussen Oranienburg en Jüterbog

### Potsdam Pirschheide
In 1958 werd station Potsdam Süd aangelegd met perrons aan de Oranienburg en Jüterbog  (Umgehungsbahn) en aan de Berliner Außenring. Het station werd toen Potsdam Hbf genoemd. Later kreeg het station de naam Potsdam Pirschheide. Het perron aan de Berliner Außenring wordt niet meer gebruik voor personenvervoer.

### Aansluiting Wilhelmshorst
- Wetzlarer Bahn spoorlijn tussen Berlijn Charlottenburg en Blankenheim

## Elektrische tractie
De S-Bahn van Berlijn maakt gebruik van een stroomrail. Dit net is uitgerust met een spanning van 800 volt gelijkstroom.

### Proeftraject
In 1962 werd een proef traject tussen Hennigsdorf en rangeerstation Wustermark geëlektrificeerd met een spanning van 25.000 volt 50 Hz wisselstroom. Op dit traject werden onder meer locomotieven van de Baureihe E 251 gebouwd door LEW uitgebreid beproefd. De locomotieven werden sinds 1965 tot en met 1996 op de Rübelandbahn ingezet. De bovenleiding werd in 1973 gedemonteerd.
Het traject tussen Blankenburg en Tanne werd door de Deutsche Reichsbahn (DR) tussen 1960 en 1965 geëlektrificeerd met een spanning van 25.000 volt 50 Hz wisselstroom. Dit traject was een voorbeeldproject in verband met eventuele exportmogelijkheden.

### Berliner Außenring
Het traject van de Berliner Außenring werd in fases geëlektrificeerd met een spanning van 15.000 volt 16 2/3 Hz wisselstroom.
- 1982: Saarmund - Glasower Damm (- Blankenfelde), Saarmund - Michendorf, Genshagener Heide/Genshagener Heide Ost - Ludwigsfelde, Priort - Saarmund
- 1983: Wustermark / Wustermark-Rangierbahnhof - Priort, Luchthaven Berlin-Schönefeld - Grünauer Kreuz, aansluiting Birkenwerder - aansluiting Wustermark Süd, Golm/aansluiting Wildpark West - Werder, aansluiting Wustermark Nord - Wustermark-Rangierbahnhof / Wustermark en Falkenhagener Kreuz

## Indeling traject
Het traject is door DB Netze als volgt ingedeeld:
- 6126: Saarmund - Eichgestell
- 6080: Eichgestell - Biesdorfer Kreuz
- 6067: Biesdorfer Kreuz - Karower Kreuz
- 6087: Karower Kreuz - Priort
- 6068: Priort - Golm
- 6116: Golm - Saarmund

De sporen van DB Stadtverkehr GmbH lopen deels parallel als spoorlijn
- 6011 Biesdorfer Kreuz - Springpfuhl
- 6012 Springpfuhl - Wartenberg
- 6009 Karower Kreuz - Bergfelde